# Olympische Sommerspiele 1972/Kanu – Einer-Canadier 1000 m (Männer)
Der Wettkampf im Einer-Canadier über 1000 Meter bei den Olympischen Sommerspielen 1972 wurde vom 5. bis 9. September auf der Regattastrecke Oberschleißheim ausgetragen.

## Ergebnisse

### Vorläufe
Die ersten drei Athleten der beiden Vorläufe qualifizierten sich direkt für das Finale. Alle anderen mussten sich über das Halbfinale für das Finale qualifizieren.

#### Vorlauf 1
| Rang | Athlet             | Nation             | Zeit        |
| ---- | ------------------ | ------------------ | ----------- |
| 1    | Tamás Wichmann     | Ungarn             | 4:29,01 min |
| 2    | Boris Ljubenow     | Bulgarien          | 4:32,03 min |
| 3    | Jerzy Opara        | Polen              | 4:32,39 min |
| 4    | Roberto Altamirano | Mexiko             | 4:34,52 min |
| 5    | András Törő        | Vereinigte Staaten | 4:39,92 min |
| 6    | Jiří Čtvrtečka     | Tschechoslowakei   | 4:54,56 min |
| 7    | John Wood          | Kanada             | 4:56,70 min |

#### Vorlauf 2
| Rang | Athlet               | Nation         | Zeit        |
| ---- | -------------------- | -------------- | ----------- |
| 1    | Detlef Lewe          | BR Deutschland | 4:31,79 min |
| 2    | Wassyl Jurtschenko   | Sowjetunion    | 4:33,34 min |
| 3    | Dirk Weise           | DDR            | 4:41,04 min |
| 4    | Jean-François Millot | Frankreich     | 4:52,30 min |
| 5    | Tetsumasa Yamaguchi  | Japan          | 4:53,66 min |
| 6    | Ivan Patzaichin      | Rumänien       | 6:34,65 min |

### Halbfinale
| Rang | Athlet               | Nation             | Zeit        |
| ---- | -------------------- | ------------------ | ----------- |
| 1    | Ivan Patzaichin      | Rumänien           | 4:11,90 min |
| 2    | Jiří Čtvrtečka       | Tschechoslowakei   | 4:14,99 min |
| 3    | Roberto Altamirano   | Mexiko             | 4:15,24 min |
| 4    | Jean-François Millot | Frankreich         | 4:20,70 min |
| 5    | John Wood            | Kanada             | 4:24,40 min |
| 6    | András Törő          | Vereinigte Staaten | 4:25,23 min |
| 7    | Tetsumasa Yamaguchi  | Japan              | 4:36,34 min |

### Finale
| Rang | Athlet             | Nation           | Zeit        |
| ---- | ------------------ | ---------------- | ----------- |
| 1    | Ivan Patzaichin    | Rumänien         | 4:08,94 min |
| 2    | Tamás Wichmann     | Ungarn           | 4:12,42 min |
| 3    | Detlef Lewe        | BR Deutschland   | 4:13,63 min |
| 4    | Dirk Weise         | DDR              | 4:14,38 min |
| 5    | Wassyl Jurtschenko | Sowjetunion      | 4:14,43 min |
| 6    | Boris Ljubenow     | Bulgarien        | 4:14,65 min |
| 7    | Jiří Čtvrtečka     | Tschechoslowakei | 4:14,98 min |
| 8    | Roberto Altamirano | Mexiko           | 4:20,39 min |
| 9    | Jerzy Opara        | Polen            | 4:21,05 min |

## Weblink
- Ergebnisse in der Datenbank von Olympedia.org (englisch)